# Twilight in Olympus
Twilight in Olympus ist das vierte Studioalbum der US-amerikanischen Progressive-Metal-Band Symphony X. Es wurde 1998 durch Zero Corporation in Japan und weltweit von InsideOut Music veröffentlicht. Eine Special Edition wurde am 13. Januar 2004 über InsideOut Music neu aufgelegt.

## Hintergrund
Auf dem Album spielt Thomas Walling Schlagzeug, der für den regulären Schlagzeuger Jason Rullo einsprang, nachdem dieser die Band aus persönlichen Gründen vorübergehend verlassen hatte. Es ist auch das letzte Symphony-X-Album mit dem langjährigen Bassisten Thomas Miller, der während der Tournee des Albums die Band verließ.
Bis dato sind Twilight in Olympus und das Debütalbum Symphony X die einzigen Symphony-X-Alben ohne Titeltrack. Stattdessen wurden die unvollendeten Kompositionen aus diesen Sessions, die den Titeltrack gebildet hätten, später überarbeitet und in Fragmenten auf der 2000 erschienen V: The New Mythology Suite verwendet, insbesondere auf dem letzten Track Rediscovery (Part II) - The New Mythology. Gitarrist Michael Romeo bestätigte dies inzwischen, wonach etwas mehr als die Hälfte von Rediscovery (Part II) in den Song Twilight in Olympus einflossen.
Seit 2014 werden bis auf The Relic und Orion - The Hunter alle Songs des Albums live gespielt. Smoke and Mirrors gehört seit der Veröffentlichung zum festen Repertoire der Setlist der Band und ist zusammen mit Church of the Machine und Through the Looking Glass auf der Live-Veröffentlichung Live on the Edge of Forever von 2001 enthalten.

## Musikstil
Smoke and Mirrors zitiert  im instrumentalen Zwischenspiel nach dem zweiten Refrain Johann Sebastian Bachs H-Moll-Messe (Kyrie eleison) von 1749.
Der Titel Sonata enthält Teile des zweiten Satzes der Klaviersonate Nr. 8 (Pathétique) von Ludwig van Beethoven von 1799.
Through the Looking Glass basiert auf Lewis Carrolls Roman Alice hinter den Spiegeln (engl. Originaltitel: Through the Looking-Glass) von 1871, der die Fortsetzung von Alice im Wunderland von 1865 ist.
Orion - The Hunter enthält Texte aus The Raging Season aus dem ihrem Debütalbum Symphony X von 1994.
Lady of the Snow wurde laut Bassist Thomas Miller von der populären japanischen mythologischen Figur Yuki-onna inspiriert. Nach Michael Romeo suchte die Band nach einem musikalischen und lyrischen Thema, um Tonalitäten und Skalenideen für einen neuen Song darzustellen, worauf Tom Miller die Geschichte der Lady of the Snow vorschlug, und darauf die Musik so geschrieben wurde, dass sie den Text widerspiegelt.

## Rezeption
Robert Taylor von AllMusic bewertete Twilight in Olympus mit 3/5 Sternen: „Die Band ist so tight wie immer und ihr Sound ist immer noch überwiegend neoklassisch, aber es gibt hier mehr Vielfalt und Originalität als je zuvor.“ Michael Romeo wurde dafür gelobt, dass er einen einzigartigen Gitarrensound, ein starkes Rhythmusgefühl und einprägsame Riffs entwickelt hat. Through the Looking Glass wurde mit The Divine Wings of Tragedy vom gleichnamigen Album der Band aus dem Jahr 1997 verglichen, während Sonata und Lady of the Snow ebenfalls als Highlights heraushebt. Von den Benutzern von AllMusic erhielt das Album 4/5 Punkte. Auf Prog Archives erhält es von 35 Nutzern mit 3,76/5 Sternen. Auf dem  deutschsprachigen Progressive-Rock-Musikportal Babyblaue Seiten wird es mit 9/15 Punkten bewertet. Daniel Bosen meint: „Dies ist DIE Platte, wenn man vom Heavy Metal kommt, und mal ins Prog[gressive-Musik]-Genre reinschnuppern möchte.“ Im Vergleich mit dem großen Vorgängeralbum The Divine Wings Of Tragedy hat Gunnar Claußen einen zwiespältigen Eindruck vom Album, einerseits macht er musikalische Fortschritte aus, doch andererseits reicht es eben nicht an seinen Vorgänger heran - ganz in der Tradition der antiken olympischen Götterwelt, die eben auch nicht perfekt war.

## Titelliste
| Nr.          | Titel                     | Autor(en)                                   | Länge |
| ------------ | ------------------------- | ------------------------------------------- | ----- |
| 1.           | Smoke and Mirrors         | Michael Romeo, Russell Allen, Thomas Miller | 6:08  |
| 2.           | Church of the Machine     | Symphony X                                  | 8:57  |
| 3.           | Sonata                    | (instrumental)                              | 1:25  |
| 4.           | In the Dragon's Den       | Symphony X                                  | 3:58  |
| 5.           | Through the Looking Glass | Miller, Romeo                               | 13:06 |
| 6.           | The Relic                 | Allen, Miller                               | 5:03  |
| 7.           | Orion - The Hunter        | Miller, Allen                               | 6:56  |
| 8.           | Lady of the Snow          | Miller, Allen                               | 7:07  |
| Gesamtlänge: | Gesamtlänge:              | Gesamtlänge:                                | 52:40 |